# 相模台
相模台（さがみだい）は、神奈川県相模原市南区の町丁および同市の地区名であり、座間市相模が丘が住居表示を実施する前の大字名である。現行行政地名は相模台一丁目から相模台七丁目。住居表示実施済区域。

## 概要
相模原市の町丁、座間市相模が丘が住居表示を実施する前の大字名。ともに小田急小田原線小田急相模原駅の近隣を範囲とする地名である。相模原市の地区名としてはさらに広く、南区の中央部を占める。

## 歴史
この頁は相模が丘・南台をあわせて参考にされたい。
相模原市相模台は、旧磯部村・旧新戸村の一部であり、明治の大合併で新磯村となった。周辺地区同様相模野・座間野・芝原（しばあら）と呼ばれる原野の一部であり、それまで人が誰も住んでおらず、江戸時代は狐や兎が住み着く徳川将軍の鷹狩りの一部に過ぎなかった。地籍は新戸村・磯部村であったが、相模原市相模台は広野台・相模が丘と一括りに、座間野九ヵ村の内、座間宿村の入会地とされていた。
1937年に陸軍士官学校の座間への移転に伴い、1936年6月から旧新磯村から北隣の旧麻溝村にかけての台地上の土地の大部分が陸軍に買収され、士官学校の演習場とされた。
陸軍に演習場として土地を買収された麻溝村・新磯村の失地耕作者の対応として麻溝台東端付近一帯に、1936年12月認可の「芝野耕地整理組合」を設立。しかし面積は失地地積の六分の一に過ぎず、さらに1937年12月知事の認可を得て「芝原耕地整理組合」を設立した。1940年3月建立の記念碑が県立相模原公園体育館駐車場、交番の近くに移設。記念碑裏面には当時の関係者77名の名が刻まれている。尚、麻溝村失地耕作者の内30名は陸軍士官学校その他に就職した。
終戦後、旧新磯村と旧麻溝村にまたがって広がっていた旧陸軍士官学校の相武台練兵場（軍事演習場）が払下げられ、相模台一丁目・二丁目や麻溝台は引揚者の入植、相武台団地を含む新磯野・相武台三丁目大部分・相模台三丁目～七丁目は旧陸士関係者による開拓が行われた。
同時期、東久邇宮首相の「国民皆農主義」の呼びかけもあって、皆が先を争って農業へと回帰することが時代の風潮となった。急ごしらえの「帰農組合」が日本各地で作られ、耕せるところはどこでも耕そうと、耕作地の拡大に積極的に取り組んだ。上述の政策に基づき農業集落として相模台一丁目・二丁目は「新興帰農」、相模台三丁目～七丁目は新磯野・相武台団地・相模原市相武台三丁目と一括りに「新磯台帰農」とされた。
1951年1月、相模原町は旧陸士相武台練兵場であった区域に大字新磯野、大字麻溝台の2つの大字を起立、同時に地番整理を実施。1950年代に入り、小田急相模原駅周辺および同駅と国立相模原病院間の街路を中心とした区域で市街化が始まり、それは1960年代以降も急速に進行した。
1948年9月1日に相模原町より分離独立した高座郡座間町は、終戦直後から小田急相模原駅周辺の大字座間、大字新田宿飛地である現区域での市街化の進行とともに救急や郵便等で該当地番を探すのが困難になってきたことから（新田宿違いなど）、1959年4月20日に、小田急相模原駅に近い座間町北部の大きな区域を占めるこれらの各大字小字を統合し、高座郡座間町相模台として新しい大字を新設し、新たに地番の付け直し（不動産登記法に基づく地番整理）を実施した。
1963年には、神奈川県立相原高等学校の化学工業科が分離独立する形で、のちに全国高等学校ラグビーフットボール大会（通称・花園）を1993年と1994年に2連覇し、「台工」の愛称で親しまれた神奈川県立相模台工業高等学校が開校し、1966年10月には国立相模原病院の南に隣接して日本住宅公団相模台団地が竣工し入居開始、翌1967年4月1日に相模原市立相模台中学校が開校されるなど、相模原市で「相模台」の地名が多く用いられるようになった。
相模原市は1969年7月1日に、小田急相模原駅周辺で住居表示を実施した際に大字新磯野および大字磯部の各一部から相模台一丁目〜相模台四丁目の町丁を起立し、翌1970年7月1日には相模台五丁目〜相模台七丁目および相模台団地・桜台の各町丁が起立されたが、高座郡座間町大字相模台と相模原市相模台とが隣接して併存することとなった。
1971年11月1日に市制施行した座間市が、相模原市に遅れること12年後1981年6月1日に大字相模台地区で住居表示を実施した際、先行した相模原市側の相模台一丁目〜七丁目との同名回避のために座間市大字相模台を座間市相模が丘一丁目〜相模が丘六丁目と改称し大字を町丁に改編した。

### 年表
- 昭和（戦前・戦中）
  - 1936年
    - 6月：陸軍士官学校の座間への移転に伴い、旧新磯村から北隣の旧麻溝村にかけての台地上の土地の大部分が陸軍に買収され、士官学校の演習場とされた[18][注釈 10]。
    - 10月：陸士起工式[19]。

  - 1937年9月30日：陸士移転完了[20]。
  - 1938年
    - 3月1日 : 小田原急行鉄道小田原線相模原駅開業。
    - 3月1日 : 臨時東京第三陸軍病院（現・国立病院機構相模原病院）開院。所在地・高座郡大野村上鶴間4719番地。
      - 1938年8月1日：臨時東京第三陸軍病院内に町田郵便局陸軍病院内分室を開設、電信電話業務は町田郵便局と同等[21]。
      - 1940年8月26日：陸軍病院内分室を相模原分室と改称（逓信省告示2239号）[22]。
      - 1944年7月16日：相模原分室を大野分室へ改称（逓信省告示337号）[23]。
      - 1949年4月1日：大野分室を相模原分室へ再度改称（逓信省告示139号）[24]。
      - 1949年6月1日 : 町田電報電話局が開局、電信電話関係業務を町田電報電話局へ移管[25]。
      - 1956年（昭和31年）11月1日 - 町田郵便局ならびに相模原分室にて電話通話および和文電報受付事務の取扱を開始。
      - 1960年6月16日：相模原分室を廃止。相模台郵便局を相模原市新磯野（相模原市相模台二丁目1番6号 ※1969年7月1日住居表示実施＝同位置）に新設。取扱事務は、新設の相模台郵便局に継承[26][27]。

  - 1941年
    - 4月29日：この当時、人口8,072人[28][注釈 11]の座間町は大野村、新磯村、上溝町、麻溝村、大沢村、田名村、相原村と合併し、人口48,482人の高座郡相模原町が誕生[29][注釈 12]。座間町の区域は相模原町の一部となる。

  - 1945年
    - 8月10日 - 天皇の国法上の地位存続のみを条件とする外務大臣案（原案）を昭和天皇が採用し、ポツダム宣言を受諾[30]。
    - 8月14日 - 日本政府は本宣言の受諾を駐スイスおよびスウェーデンの日本公使館経由で連合国側に通告[31]、終戦の詔書発布。
- 昭和（戦後）
  - 1945年
    - 8月15日 - 終戦。正午玉音放送[注釈 13]。
    - 9月2日 : 日本国政府が降伏文書に調印、大東亜戦争・第二次世界大戦終結（日本国の敗戦）。連合国軍占領下により日本国の主権が停止[32]。
    - 9月5日 : 日本国政府の降伏文書調印に基づき、陸軍士官学校が米軍に接収されキャンプ座間となる[注釈 14]。

  - 1948年
    - 9月1日 : 旧座間町域（座間市域）が相模原町から分離独立し、高座郡座間町が再置される[注釈 15]。人口12,032人[33]。
    - 11月4日 : 県営相模原畑地灌漑事業計画樹立[34]。

  - 1949年 : 県営相模原畑地灌漑事業着工[注釈 16]。
  - 1951年1月 : 旧陸軍士官学校相武台練兵場であった大字新戸、大字磯部の各一部を統合し大字新磯野を起立。同時に地番整理を実施[35]。
  - 1952年4月28日 : 日本国主権回復[注釈 17]
  - 1953年 : 畑地灌漑用水路西幹線通水開始[注釈 18][注釈 19][注釈 20]。
  - 1959年4月20日：当該地域の各大字小字を統合し、高座郡座間町大字相模台として新しい大字を新設し、新たに地番の付け直し（不動産登記法に基づく地番整理を実施した[注釈 21]。
  - 1960年6月19日：当該区域における町田電報電話局管内[注釈 22]の電話、東京23区・八王子局・武蔵野三鷹局・立川局・調布局・武蔵府中局・青梅局間、同年7月31日相模原局[注釈 23][36]間でダイヤル自動即時化[注釈 24][37][注釈 25][注釈 26][38]。町田局市外局番0274、市内局番なし。
    - 1961年11月5日：全国ダイヤル自動即時化[注釈 27][39][注釈 28]。市外局番変更04274、市内局番なし[注釈 29][注釈 30]。
    - 1964年1月30日：市外局番0427に変更、市内局番22を設定[注釈 31][注釈 32]。
    - 1969年2月：相模大野分局開局[40]につき市内局番44・42に変更[注釈 33]。

  - 1969年7月1日：相模原市大字新磯野および大字磯部の一部から相模台一丁目〜相模台四丁目の町丁を起立、同時に住居表示を施行。
  - 1970年7月1日：相模台五丁目〜相模台七丁目および相模台団地の各町丁が起立、同時に住居表示を施行。
  - 1981年6月1日：座間市大字相模台、相模が丘と改称し大字を町丁に改編、同時に住居表示を実施、座間市相模が丘一丁目～相模が丘六丁目となる[41]。
  - 1985年3月26日 - 村富線全面開通[42][43]。

## 地理
以下の節では、相模原市南区相模台一丁目〜相模台七丁目の区域について述べる。
相模原市南区のほぼ中央に位置し、小田急小田原線小田急相模原駅を最寄とする。区域は同駅と国立相模原病院とを結ぶ街路と神奈川県道507号相武台相模原線（「村富線」と呼ばれる）に挟まれた部分を領域とする。敗戦前は陸軍士官学校演習地の一部であったが、戦後に開放されて当初は農地として開墾が進められた。しかし小田急相模原駅に近いことから、東部から順次市街化が進行し、1980年代までにほぼ全域が宅地化している。ただし、この宅地化は全域にわたって計画的に行われたものではなく、各区画で無計画に虫食い状に進められた（スプロール化）。元の開墾農地の地割を反映して街路網自体は直線的だが全体の統一性はなく、袋小路も多く存在する。
小田急相模原駅と国立相模原病院の間の街路は隣接する南台五丁目・六丁目との境界をなし、街路に沿って商店街が形成されている。小田急相模原駅前および東側、さらに座間市側の商店街と合わせて、地域の商業中心を構成している。

### 地価
住宅地の地価は、2023年（令和5年）1月1日の公示地価によれば、相模台二丁目17-8の地点で21万8000円/m2、相模台三丁目10-10の地点で18万9000円/m2となっている。

## 世帯数と人口
2020年（令和2年）10月1日現在（国勢調査）の世帯数と人口（総務省調べ）は以下の通りである。
| 丁目         | 世帯数    | 人口     |
| ------------ | --------- | -------- |
| 相模台一丁目 | 920世帯   | 1,670人  |
| 相模台二丁目 | 2,141世帯 | 3,626人  |
| 相模台三丁目 | 1,100世帯 | 2,225人  |
| 相模台四丁目 | 1,076世帯 | 2,111人  |
| 相模台五丁目 | 614世帯   | 1,412人  |
| 相模台六丁目 | 953世帯   | 2,177人  |
| 相模台七丁目 | 1,317世帯 | 2,962人  |
| 計           | 8,121世帯 | 16,183人 |

### 人口の変遷
国勢調査による人口の推移。
| 年                 | 人口   |
| ------------------ | ------ |
| 1995年（平成7年）  | 16,109 |
| 2000年（平成12年） | 16,604 |
| 2005年（平成17年） | 16,245 |
| 2010年（平成22年） | 16,117 |
| 2015年（平成27年） | 16,185 |
| 2020年（令和2年）  | 16,183 |

### 世帯数の変遷
国勢調査による世帯数の推移。
| 年                 | 世帯数 |
| ------------------ | ------ |
| 1995年（平成7年）  | 6,609  |
| 2000年（平成12年） | 7,087  |
| 2005年（平成17年） | 7,268  |
| 2010年（平成22年） | 7,441  |
| 2015年（平成27年） | 7,644  |
| 2020年（令和2年）  | 8,121  |

## 学区
市立小・中学校に通う場合、学区は以下の通りとなる（2018年2月時点）。
| 丁目         | 番地                | 小学校                   | 中学校                 |
| ------------ | ------------------- | ------------------------ | ---------------------- |
| 相模台一丁目 | 全域                | 相模原市立相模台小学校   | 相模原市立相模台中学校 |
| 相模台二丁目 | 全域                | 相模原市立相模台小学校   | 相模原市立相模台中学校 |
| 相模台三丁目 | 1番～2番8号 2番20号 | 相模原市立相模台小学校   | 相模原市立相模台中学校 |
| 相模台三丁目 | 2番9～19号 3〜18番  | 相模原市立相武台小学校   | 相模原市立若草中学校   |
| 相模台四丁目 | 4～14番             | 相模原市立相武台小学校   | 相模原市立若草中学校   |
| 相模台四丁目 | 1～ 3番             | 相模原市立相模台小学校   | 相模原市立相模台中学校 |
| 相模台五丁目 | 3～7番              | 相模原市立若草小学校     | 相模原市立若草中学校   |
| 相模台五丁目 | 8〜9番              | 相模原市立もえぎ台小学校 | 相模原市立若草中学校   |
| 相模台五丁目 | 1〜2番 10～12番     | 相模原市立桜台小学校     | 相模原市立相模台中学校 |
| 相模台六丁目 | 1番                 | 相模原市立桜台小学校     | 相模原市立相模台中学校 |
| 相模台六丁目 | 2～30番             | 相模原市立若草小学校     | 相模原市立若草中学校   |
| 相模台七丁目 | 19～44番            | 相模原市立若草小学校     | 相模原市立若草中学校   |
| 相模台七丁目 | 1～18番             | 相模原市立桜台小学校     | 相模原市立相模台中学校 |

## 事業所
2021年（令和3年）現在の経済センサス調査による事業所数と従業員数は以下の通りである。
| 丁目         | 事業所数  | 従業員数 |
| ------------ | --------- | -------- |
| 相模台一丁目 | 60事業所  | 538人    |
| 相模台二丁目 | 95事業所  | 530人    |
| 相模台三丁目 | 47事業所  | 249人    |
| 相模台四丁目 | 56事業所  | 290人    |
| 相模台五丁目 | 39事業所  | 281人    |
| 相模台六丁目 | 58事業所  | 426人    |
| 相模台七丁目 | 69事業所  | 369人    |
| 計           | 424事業所 | 2,683人  |

### 事業者数の変遷
経済センサスによる事業所数の推移。
| 年                 | 事業者数 |
| ------------------ | -------- |
| 2016年（平成28年） | 443      |
| 2021年（令和3年）  | 424      |

### 従業員数の変遷
経済センサスによる従業員数の推移。
| 年                 | 従業員数 |
| ------------------ | -------- |
| 2016年（平成28年） | 2,661    |
| 2021年（令和3年）  | 2,683    |

## 交通

### 鉄道
- 区域内を通過する鉄道はない。近くを通過する小田急小田原線小田急相模原駅が最寄である。

### 道路
- 神奈川県道507号相武台相模原線（村富線）

## 相模台まちづくりセンター
- 1957年（昭和32年）8月1日 - 相模原市役所国立病院前分室設置。
- 1959年（昭和34年）5月1日 - 相模原市役所相模台分室と改称。
- 1970年（昭和45年）10月1日 - 相模台出張所と改称。
- 2010年（平成22年）4月1日 - 相模原市の政令指定都市移行、区制実施により南区の一部となり、相模台まちづくりセンターと改称。
- 管轄区域は以下の通り（いずれも南区）。

南台一丁目〜六丁目、相模台一丁目〜七丁目、相模台団地、桜台、御園四丁目・五丁目、双葉一丁目・二丁目、麻溝台一丁目（東半）・二丁目〜六丁目・七丁目（大部分）・八丁目、北里二丁目、新磯野二丁目（一部）、大字上鶴間、大字麻溝台（一部）、大字新磯野（一部）

## その他

### 日本郵便
- 郵便番号 : 252-0321[3]（集配局 : 座間郵便局[53]）。